# Kijotake Hirosi
Kijotake Hirosi (清武 弘嗣; Hepburn: Kiyotake Hiroshi; Ōita, Japán, 1989. november 12. –) japán labdarúgó, jelenleg a Cerezo Oszaka játékosa. Posztját tekintve támadó középpályás. A japán válogatottnak is tagja.